# Коно Кохеї
Коно Кохеї (яп. 河野公平, 23 листопада 1980) — японський професійний боксер, чемпіон світу за версією WBA (2012—2013, 2014—2016) у другій найлегшій вазі.

## Професіональна кар'єра
Дебютував на професійному рингу з поразки в листопаді 2000 року. У лютому 2007 року завоював титул чемпіона Японії у другій найлегшій вазі.
15 вересня 2008 року в бою за вакантний титул чемпіона WBA у другій найлегшій вазі зустрівся з Мейдзьо Нобуо і програв розділеним рішенням.
Здобувши чотири перемоги, 20 вересня 2010 року вийшов на бій за вакантний титул чемпіона WBC у другій найлегшій вазі проти Томаса Рохаса (Мексика) і програв одностайним рішенням.
В наступних двох поєдинках зазнав поразок, а потім здобув дві перемоги. 31 грудня 2012 року вийшов на бій проти чемпіона WBA у другій найлегшій вазі Теппаріт Сінгванча (Таїланд) і нокаутував суперника в четвертому раунді.
В першому захисті 6 травня 2013 року Коно програв рішенням більшості мексиканцю Ліборіо Соліс. Соліс в своєму наступному бою втратив звання чемпіона на зважуванні, не вклавшись в ліміт другої найлегшої ваги, і 26 березня 2014 року, здобувши перемогу нокаутом над Денкаосан Каовихіт (Таїланд), Коно вдруге завоював вакантний титул чемпіона WBA у другій найлегшій вазі.
Звання чемпіона Коно захистив тричі, а 31 серпня 2016 року програв одностайним рішенням Луїсу Консепсьйону (Панама).
В наступному поєдинку 30 грудня 2016 року вийшов на бій проти чемпіона WBO у другій найлегшій вазі Іноуе Наоя і зазнав першої поразки нокаутом у шостому раунді. Провівши після цього ще три поєдинки, завершив кар'єру.